# Lac du Col de Culaus
Pour les articles homonymes, voir Culaus (homonymie).
Le lac du Col de Culaus est un  lac pyrénéen français situé administrativement dans la commune de Luz-Saint-Sauveur dans le département des Hautes-Pyrénées, dans le Lavedan en Occitanie.
Le lac a une superficie de 0,7 ha pour une altitude de 2 294 m, il atteint une profondeur de 2 m.

## Géographie
Le lac est situé en partie extrême ouest de la vallée de Cestrède dans le ravin du lac Noir dans le Massif d'Ardiden au lieu-dit de Culaus.

### Topographie
| Pic de Chanchou (2 949 m) | Pic de Bastampe (2 931 m) |          |
| Col de Culaus (2 565 m)   | lac du Col de Culaus      |          |
|                           | Pic du Lac Noir (2 758 m) | Lac Noir |

### Hydrographie
Le lac n'a pas d'émissaire, le ravin du lac noir en contrebas est un ravin sec où ne coule aucun ruisseau permanent. 

### Géologie
Le lac du Col de Culaus est un lac glaciaire de montagne, dont la formation se passe en trois étapes majeures :
1. À l'Éocène vers −40 Ma se forme la chaîne des Pyrénées à la suite de la remontée vers le nord de la plaque africaine qui entraîne avec elle la plaque ibérique. Cette dernière glisse alors sous la plaque eurasiatique située plus au nord, ce qui entraîne le plissement, le relèvement et le charriage des couches géologiques de la croûte terrestre.
2. À partir du Pliocène puis surtout du Pléistocène, de −5 Ma à −10 000 ans, un refroidissement général du climat entraîne la formation de glaciers et d'une érosion fluvioglaciaire (vallées, cirques, moraines, ombilics, etc) dans toute la chaîne des Pyrénées.
3. Depuis l'Holocène, à partir de −10 000 ans, un redoux climatique entraîne la disparition des glaciers et la formation dans leur sillage de nombreux lacs glaciaires qui sont de deux sortes :
- le lac de verrou qui se forme dans un ombilic glaciaire formant un creux naturel et terminé par un verrou glaciaire rocheux.
- le lac de moraine qui se forme derrière une moraine agissant comme un barrage naturel.

## Faune et flore
La végétation autour du lac est caractéristique d'un étagement altitudinal de type alpin.

## Protection environnementale
Le lac fait partie d'une zone naturelle protégée, classée ZNIEFF de type 1 : Vallée de Cestrède et de type 2 : Haute vallée du gave de Pau : Vallées de Gèdre et Gavarnie.

## Voies d'accès
Le lac est accessible par le versant est, depuis le parking aux granges de Bué, suivre l'itinéraire du lac d'Antarrouyes.